# Cigarettes After Sex
Cigarettes After Sex es una banda de indie rock estadounidense originaria de El Paso, Texas, formada en 2008 por Greg González. Su EP debut, «I.», fue lanzado en 2012 con los sencillos «Affection» y «K» en 2015 y 2016, respectivamente. Su primer álbum de estudio, Cigarettes After Sex, fue lanzado el 9 de junio de 2017.
En agosto de 2019, la banda anunció su segundo álbum de estudio, titulado Cry, junto con el sencillo «Heavenly». El álbum fue lanzado el 25 de octubre de 2019.
En febrero de 2024, Cigarettes After Sex anunció su tercer álbum de estudio, titulado "X's", el cual fue publicado el 12 de julio de 2024. La banda también anunció un tour mundial que se realizó en el mismo año.

## Historia
Cigarettes After Sex se formó en El Paso, Texas, en 2008. González grabó el primer EP, I., en su universidad, la Universidad de Texas en El Paso, calificando la experiencia de «básicamente un accidente, una especie de experimento». Nothing's Gonna Hurt You Baby, I'm a Firefighter, Dreaming of You y Starry Eyes fueron grabados para I.
González se mudó a Brooklyn, Nueva York, donde el sencillo Affection de la banda fue grabado y lanzado en 2015 junto con una versión de Keep On Loving You de REO Speedwagon.
A través de recomendaciones musicales, Cigarettes After Sex ha ganado millones de visitas en la plataforma digital, YouTube, dando lugar a presentaciones en vivo en Europa, Asia y los Estados Unidos. Cigarettes After Sex lanzó su álbum debut homónimo el 9 de junio de 2017.
La canción Nothing's Gonna Hurt You Baby apareció en el episodio 7 de la primera temporada de la serie de televisión, The Handmaid's Tale, en el episodio 7 de The Sinner, y en el episodio 9 de la octava temporada de Shameless. El sencillo Apocalypse, sonó en el episodio 6 de la primera temporada de la serie danesa de Netflix, The Rain.
El 9 de junio de 2018, la banda lanzó un nuevo sencillo titulado «Crush», grabada en 2015 en Brooklyn; siendo este el día en el que su álbum homónimo Cigarretes After Sex cumpliría un año de haber sido lanzado.

## Estilo musical e influencias
En un artículo para Noisey por Vice, Christina Cacouris describe a la banda como «elemental, confusa y romántica, pero con un toque negro debajo de la voz andrógina de González» y «dulce y sentimental». «Como sugiere el nombre de la banda, es una reminiscencia de estar tumbado en la cama, pero sus cualidades ambientales no impiden que sea música con la que se puede bailar». González cita a Françoise Hardy como su cantante favorita y Miles Davis como un gran impacto. La banda también incluye el álbum The Trinity Session de Cowboy Junkies, a Julee Cruise y Cocteau Twins como influencias. El blog de música Eardrums Music describe a la banda como «lenta, soñadora y hermosa con maravillosas y tiernas voces y muy buenas letras». y los compara con Mazzy Star. Los blogueros de música detrás de Swell Tone describen a Cigarettes After Sex como una banda que produce «melancolía, pop lento que hará temblar dulcemente a cualquier oyente en un estupor apático».

## Miembros
Desde su inicio en 2008, el grupo ha incluido varios miembros y diferentes colaboradores dirigidos por Greg González.
Miembros actuales:

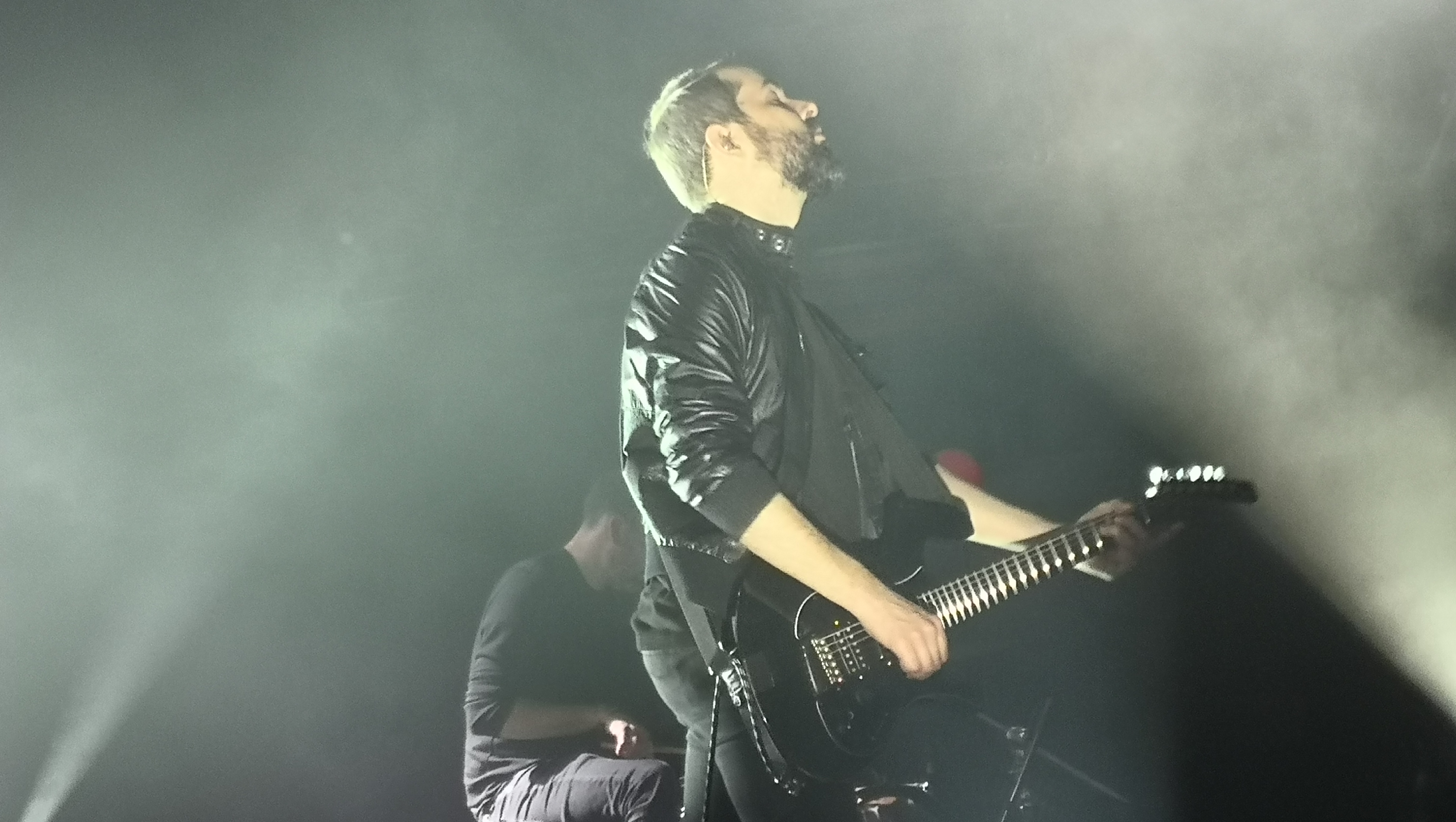
Greg González (delante) y Jacob Tomsky (atrás) tocando con Cigarettes After Sex en Barcelona, España, el 11 de noviembre de 2019.

- Greg González – fundador, voz principal, guitarra eléctrica, guitarra acústica, bajo
- Randall Miller – bajo
- Jacob Tomsky – batería

Antiguos miembros:
- Greg Leah – batería
- Steve Herrada – teclados
- Emily Davis – guitarra acústica
- Phillip Tubbs – teclados, guitarra eléctrica

## Discografía

### Álbumes de estudio
- Cigarettes After Sex (2017)
- Cry (2019)
- X's (2024)

### EPs
- I. (2012)

### Sencillos
- Affection (2015)
- K. (2016)
- Apocalypse (2017)
- Each Time You Fall in Love (2017)
- Sweet (2017)
- Crush (2018)
- Neon Moon (2018)
- Heavenly (2019)
- Falling In Love (2019)
- You're All I Want (2020)
- Pistol (2022)
- Bubblegum (2023)
- Motion Picture Soundtrack (2023)
- Tejano Blue (2024)
- Dark Vacay (2024)
- Baby Blue Movie (2024)

### Demos
- Cigarettes After Sex (Romans 13:9) (2011)